# I've Seen That Face Before (Libertango)
Singles de Grace Jones
Demolition Man
(1981) Pull Up to the Bumper
(1981)
I've Seen That Face Before (Libertango) est une chanson de la chanteuse jamaïcaine Grace Jones, parue sur son album Nightclubbing (1981). Elle est sortie en mai 1981 chez Island Records comme deuxième single de l'album. La chanson est une adaptation de Libertango d'Astor Piazzolla. 
Elle rencontre un succès commercial, atteignant le top 20 dans divers pays européens, y compris la première place en Belgique, et compte aujourd'hui parmi les chansons emblématiques de Grace Jones,.

## Contexte et enregistrement
La chanson juxtapose Libertango, un classique du tango argentin écrit par le compositeur et bandonéoniste Astor Piazzolla (enregistré pour la première fois par Piazzolla lui-même en 1974), au reggae, à la chanson française et à de nouvelles paroles écrites par Grace Jones elle-même, Barry Reynolds et Dennis Wilkey,. Les paroles décrivent le côté sombre de la vie nocturne parisienne. La chanson comprend des passages parlés en français, écrits par l'actrice Nathalie Delon. Jones a également enregistré une version alternative de la chanson avec la partie française récitée en portugais ainsi qu'une version espagnole intitulée Esta cara me es conocida.
Grace Jones enregistre la chanson aux Compass Point Studios à Nassau, aux Bahamas, avec Sly and Robbie, Wally Badarou, Barry Reynolds, Mikey Chung et Uziah "Sticky" Thompson, alias les Compass Point Allstars, sous la direction de Chris Blackwell et d'Alex Sadkin. I've Seen That Face Before est ensuite sorti en tant que deuxième single de l'album Nightclubbing de Jones, après que Demolition Man n'ait pas réussi à s'imposer dans les hit-parades.

## Clip vidéo
Le clip de la chanson, réalisé par Jean-Paul Goude,, est tourné à New York sur la terrasse extérieure de l'appartement de Grace Jones sur la 16e Rue (16th Street). Le clip commence par une photographie de la chanteuse portant un grand chapeau noir et dont le visage est dissimulé sous un masque en papier de trois pièces. Ce masque est ensuite enlevé et sa coupe en brosse, qui est sa marque de fabrique, apparaît. Jones commence alors à interpréter la chanson, en chantant face à la caméra, et joue de l'accordéon. La caméra fait ensuite un zoom arrière, révélant que le plateau de tournage est situé sur le toit d'une tour d'habitation. La pochette du 45 tours recrée une image du clip. Il est utilisé comme clip de clôture dans le documentaire musical de Jones, A One Man Show (en). Le clip vidéo figure à la 9e place dans la liste des « 40 meilleurs clips vidéo de 1981 » publiée par le magazine américain Billboard en 2021.

## Accueil critique
I've Seen That Face Before (Libertango) a été décrite comme « l'un des meilleurs moments de Nightclubbing » et « l'un des meilleurs moments de la carrière musicale de Jones ».

## Liste des titres
| A. | I've Seen That Face Before (Libertango) | 4:29 |
| B. | Warm Leatherette                        | 4:25 |

## Crédits
- Grace Jones – chant, chœurs
- Sly Dunbar – batterie
- Robbie Shakespeare – basse
- Jack Emblow – accordéon
- Alex Sadkin – producteur
- Chris Blackwell – producteur
- Jean-Paul Goude – photographie

Crédits adaptés du livret de l'album.

## Classements
| Classement (1981)                      | Meilleure position |
| -------------------------------------- | ------------------ |
| Allemagne de l'Ouest (Media Control)   | 16                 |
| Belgique (Flandre Ultratop 50 Singles) | 1                  |
| Espagne (AFYVE)                        | 6                  |
| Europe (Europarade)                    | 7                  |
| France (SNEP)                          | 15                 |
| Italie (Musica e dischi)               | 31                 |
| Pays-Bas (Nederlandse Top 40)          | 2                  |
| Pays-Bas (Nationale Hitparade)         | 4                  |
| Suède (Sverigetopplistan)              | 20                 |
| Suisse (Schweizer Hitparade)           | 9                  |

| Classement (2016) | Meilleure position |
| ----------------- | ------------------ |
| France (SNEP)     | 109                |

| Classement (1981)                    | Position |
| ------------------------------------ | -------- |
| Allemagne de l'Ouest (Media Control) | 67       |
| Belgique (Flandre Ultratop 50)       | 5        |
| France (SNEP)                        | 82       |
| Italie (Musica e dischi)             | 88       |
| Pays-Bas (Nederlandse Top 40)        | 13       |
| Pays-Bas (Nationale Hitparade)       | 43       |

## Dans la culture populaire
La chanson est utilisée dans des moments clés du film Frantic (1988), qui se déroule à Paris, réalisé par Roman Polanski et avec Harrison Ford dans le rôle principal. La chanson n'est cependant pas retenue pour l'album de la bande originale du film. Il figure également dans le film Le Contrat de 1986 et dans le deuxième épisode de la première saison de la série télévisée Pose, ou encore dans la saison 1 de la série télévisée Un, dos, tres.